# Ungdomsvärldsmästerskapet i volleyboll för flickor 2019
Ungdomsvärldsmästerskapet i volleyboll för flickor 2019 var den 16:e upplagan av Ungdomsvärldsmästerskapet i volleyboll för flickor, utkämpad mellan 18-årsflicklag bland förbund som är medlemmar i Fédération Internationale de Volleyball (FIVB), volleybollens internationella organ. Turneringen spelades i Egypten mellan 5 och 14 september 2019. Det var första gången Egypten var värd för turneringen.
Finalen spelades bland 20 lag. Av dessa deltog 13 i 2017 års upplaga, medan Kamerun och Kongo deltog för första gången. USA vann mästerskapet, genom seger över Italien i finalen. Brasilien blev trea och Kina fyra.

## Kval
Totalt 20 lag var kvalificerade för turneringen. Utöver Egypten, som var kvalificerade i egenskap av värd, kvalificerade sig de övriga 19 lagen genom fem kontinenttävlingar.
| Kvalificerade genom                                                          | Datum             | Arena         | Antal platser | Kvalificerade                                                               |
| ---------------------------------------------------------------------------- | ----------------- | ------------- | ------------- | --------------------------------------------------------------------------- |
| Värd                                                                         | 2018              | Lausanne      | 1             | Egypten U18                                                                 |
| Ungdomseuropamästerskapet i volleyboll för flickor 2018                      | 13–21 april 2018  | Sofia         | 6             | Ryssland U18 Italien U18 Turkiet U18 Bulgarien U18 Rumänien U18 Belarus U18 |
| Asiatiska ungdomsmästerskapet i volleyboll för flickor 2018                  | 20–27 maj         | Nakhon Pathom | 4             | Japan U18 Kina U18 Thailand U18 Sydkorea U18                                |
| Sydamerikanska ungdomsmästerskapet i volleyboll för flickor 2018             | 8–12 juli 2018    | Valledupar    | 3             | Argentina U18 Peru U18 Brasilien U18                                        |
| Afrikanska ungdomsmästerskapet i volleyboll för flickor 2018                 | 18–23 July 2018   | Alger         | 2             | Kamerun U18A Kongo-Kinshasa U18A                                            |
| Nordamerikanska ungdomsmästerskapet i volleyboll för flickor 2018            | 25 Aug–2 Sep 2018 | Tegucigalpa   | 2             | USA U18 Kanada U18                                                          |
| Panamerikanska ungdomsmästerskapet i volleyboll för flickor 2019 for NORCECA | 21–26 maj 2019    | Durango City  | 2             | Puerto Rico U18 Mexiko U18                                                  |
| Total                                                                        | Total             | Total         | Total         | 20                                                                          |

A.^ Lag som debuterade.

## Lottdragning
De två första positionerna i varje grupp tillsattes genom ett serpentinsystem baserat på den ranking lagen hade 1 januari 2019. FIVB reserverade sig rätten att seeda värden som förstalag i grupp A oavsett världsrankning. Ingen grupp fick ha mer än tre lag från samma konfederation. Lottningen skedde i Kairo, Egypten, 1 juli 2019. Lagens ranking 1 januari 2019 visas inom parentes i tabellen nedan.
| Seedade lag                                                                   | Seedade lag                                                         | Pott 1                                                               | Pott 2                                                                           | Pott 3                                                                          |
| ----------------------------------------------------------------------------- | ------------------------------------------------------------------- | -------------------------------------------------------------------- | -------------------------------------------------------------------------------- | ------------------------------------------------------------------------------- |
| Egypten U18 (Värd, 14) · Italien U18 (1) · Ryssland U18 (2) · Turkiet U18 (4) | Japan U18 (5) · Argentina U18 (6) · USA U18 (7) · Brasilien U18 (9) | Peru U18 (10) · Sydkorea U18 (11) · Belarus U18 (12) · Kina U18 (13) | Thailand U18 (14) · Kanada U18 (18) · Kamerun U18 (18) · Kongo-Kinshasa U18 (20) | Bulgarien U18 (21) · Rumänien U18 (25) · Mexiko U18 (35) · Puerto Rico U18 (66) |

### Gruppsammansättningar
| Grupp A         | Grupp B      | Grupp C       | Grupp D            |
| --------------- | ------------ | ------------- | ------------------ |
| Egypten U18     | Italien U18  | Ryssland U18  | Turkiet U18        |
| Brasilien U18   | USA U18      | Argentina U18 | Japan U18          |
| Kina U18        | Sydkorea U18 | Belarus U18   | Peru U18           |
| Kamerun U18     | Kanada U18   | Thailand U18  | Kongo-Kinshasa U18 |
| Puerto Rico U18 | Mexiko U18   | Rumänien U18  | Bulgarien U18      |

## Arenor
| Grupp A, B och finalspel                  | Grupp C, D och finalspel           |
| ----------------------------------------- | ---------------------------------- |
| Ismailia, Egypten                         | Cairo, Egypten                     |
| Suez Canal Authority Indoor Halls Complex | Cairo Stadium Indoor Halls Complex |
| Kapacitet: 11,000                         | Kapacitet: 20,000                  |

## Procedur för att bestämma grupplacering
1. Antal vunna matcher
2. Matchpoäng
3. Setkvot
4. Bollpoängkvot

Om två lag  är lika efter alla ovanstående jämförelser får det lag som vann deras senaste inbördes möte den bättre placeringen. Om tre eller fler lag är lika genomförs en ny rankning baserat på ovanstående punkter, men som enbart omfattar lagens inbördes möten i mästerskapet.
Matcher vunna 3–0 eller 3–1 ger 3 matchpoäng för vinnaren och 0 matchpoäng för förloraren

Matcher vunna 3–2 ger 2 matchpoäng för vinnaren och 1 matchpoäng för förloraren.

## Gruppspel
- Alla tider är Centralafrikansk tid (UTC+02:00).

|  | Kvalificerade för spel om plats 1-16      |
|  | Kvalificerade för spel om 17:e-20:e plats |

### Grupp A
| # | Lag             | Matcher | Matcher | Poäng | Set | Set | Set   | Bollpoäng | Bollpoäng | Bollpoäng |
| # | Lag             | V       | F       | Poäng | V   | F   | Kvot  | V         | F         | Kvot      |
| - | --------------- | ------- | ------- | ----- | --- | --- | ----- | --------- | --------- | --------- |
| 1 | Kina U18        | 4       | 0       | 12    | 12  | 0   |       | 300       | 194       | 1,546     |
| 2 | Brasilien U18   | 3       | 1       | 9     | 9   | 3   | 3,000 | 277       | 225       | 1,231     |
| 3 | Egypten U18     | 2       | 2       | 6     | 6   | 8   | 0,750 | 312       | 315       | 0,990     |
| 4 | Puerto Rico U18 | 1       | 3       | 2     | 4   | 11  | 0,364 | 303       | 343       | 0,883     |
| 5 | Kamerun U18     | 0       | 4       | 1     | 3   | 12  | 0,250 | 246       | 361       | 0,681     |

| Datum | Tid   |                 | Resultat |                 | Set 1 | Set 2 | Set 3 | Set 4 | Set 5 | Totalt | Rapport |
| ----- | ----- | --------------- | -------- | --------------- | ----- | ----- | ----- | ----- | ----- | ------ | ------- |
| 5 sep | 15:00 | Kina U18        | 3–0      | Kamerun U18     | 25–14 | 25–16 | 25–12 |       |       | 75–42  | Rapport |
| 5 sep | 20:00 | Egypten U18     | 3–1      | Puerto Rico U18 | 26–24 | 20–25 | 30–28 | 25–21 |       | 101–98 | Rapport |
| 6 sep | 17:30 | Puerto Rico U18 | 0–3      | Brasilien U18   | 12–25 | 20–25 | 13–25 |       |       | 45–75  | Rapport |
| 6 sep | 20:00 | Kamerun U18     | 1–3      | Egypten U18     | 14–25 | 11–25 | 30–28 | 11–25 |       | 66–103 | Rapport |
| 7 sep | 17:30 | Brasilien U18   | 3–0      | Kamerun U18     | 25–14 | 25–20 | 25–12 |       |       | 75–46  | Rapport |
| 7 sep | 20:00 | Egypten U18     | 0–3      | Kina U18        | 17–25 | 20–25 | 12–25 |       |       | 49–75  | Rapport |
| 8 sep | 17:30 | Kina U18        | 3–0      | Brasilien U18   | 25–13 | 25–15 | 25–23 |       |       | 75–51  | Rapport |
| 8 sep | 20:00 | Kamerun U18     | 2–3      | Puerto Rico U18 | 25–19 | 26–24 | 11–25 | 21–25 | 9–15  | 92–108 | Rapport |
| 9 sep | 17:30 | Puerto Rico U18 | 0–3      | Kina U18        | 16–25 | 18–25 | 18–25 |       |       | 52–75  | Rapport |
| 9 sep | 20:00 | Brasilien U18   | 3–0      | Egypten U18     | 26–24 | 25–16 | 25–19 |       |       | 76–59  | Rapport |

### Grupp B
| # | Lag          | Matcher | Matcher | Poäng | Set | Set | Set   | Bollpoäng | Bollpoäng | Bollpoäng |
| # | Lag          | V       | F       | Poäng | V   | F   | Kvot  | V         | F         | Kvot      |
| - | ------------ | ------- | ------- | ----- | --- | --- | ----- | --------- | --------- | --------- |
| 1 | Italien U18  | 4       | 0       | 10    | 12  | 4   | 3,000 | 364       | 300       | 1,213     |
| 2 | USA U18      | 3       | 1       | 10    | 11  | 3   | 3,667 | 333       | 244       | 1,365     |
| 3 | Kanada U18   | 2       | 2       | 5     | 6   | 9   | 0,667 | 281       | 334       | 0,841     |
| 4 | Sydkorea U18 | 1       | 3       | 3     | 4   | 10  | 0,400 | 278       | 333       | 0,835     |
| 5 | Mexiko U18   | 0       | 4       | 2     | 5   | 12  | 0,417 | 338       | 383       | 0,883     |

| Datum | Tid   |              | Resultat |              | Set 1 | Set 2 | Set 3 | Set 4 | Set 5 | Totalt  | Rapport |
| ----- | ----- | ------------ | -------- | ------------ | ----- | ----- | ----- | ----- | ----- | ------- | ------- |
| 5 sep | 10:00 | Sydkorea U18 | 1–3      | Kanada U18   | 25–19 | 23–25 | 20–25 | 22–25 |       | 90–94   | Rapport |
| 5 sep | 12:30 | USA U18      | 3–0      | Mexiko U18   | 25–21 | 25–21 | 25–16 |       |       | 75–58   | Rapport |
| 6 sep | 10:00 | Italien U18  | 3–2      | USA U18      | 20–25 | 21–25 | 25–22 | 25–23 | 15–13 | 106–108 | Rapport |
| 6 sep | 12:30 | Sydkorea U18 | 3–1      | Mexiko U18   | 23–25 | 25–22 | 25–19 | 25–23 |       | 98–89   | Rapport |
| 7 sep | 10:00 | Kanada U18   | 3–2      | Mexiko U18   | 15–25 | 22–25 | 25–18 | 25–15 | 15–11 | 102–94  | Rapport |
| 7 sep | 12:30 | Italien U18  | 3–0      | Sydkorea U18 | 25–15 | 25–14 | 25–20 |       |       | 75–49   | Rapport |
| 8 sep | 10:00 | USA U18      | 3–0      | Sydkorea U18 | 25–11 | 25–17 | 25–13 |       |       | 75–41   | Rapport |
| 8 sep | 12:30 | Italien U18  | 3–0      | Kanada U18   | 25–20 | 25–7  | 25–19 |       |       | 75–46   | Rapport |
| 9 sep | 10:00 | Italien U18  | 3–2      | Mexiko U18   | 25–15 | 21–25 | 22–25 | 25–20 | 15–12 | 108–97  | Rapport |
| 9 sep | 12:30 | USA U18      | 3–0      | Kanada U18   | 25–10 | 25–13 | 25–16 |       |       | 75–39   | Rapport |

### Grupp C
| # | Lag           | Matcher | Matcher | Poäng | Set | Set | Set   | Bollpoäng | Bollpoäng | Bollpoäng |
| # | Lag           | V       | F       | Poäng | V   | F   | Kvot  | V         | F         | Kvot      |
| - | ------------- | ------- | ------- | ----- | --- | --- | ----- | --------- | --------- | --------- |
| 1 | Ryssland U18  | 4       | 0       | 11    | 12  | 3   | 4,000 | 358       | 264       | 1,356     |
| 2 | Rumänien U18  | 2       | 2       | 7     | 9   | 7   | 1,286 | 348       | 349       | 0,997     |
| 3 | Argentina U18 | 2       | 2       | 5     | 6   | 8   | 0,750 | 288       | 294       | 0,980     |
| 4 | Thailand U18  | 1       | 3       | 4     | 6   | 10  | 0,600 | 333       | 363       | 0,917     |
| 5 | Belarus U18   | 1       | 3       | 3     | 6   | 11  | 0,545 | 325       | 382       | 0,851     |

| Datum | Tid   |               | Resultat |               | Set 1 | Set 2 | Set 3 | Set 4 | Set 5 | Totalt  | Rapport |
| ----- | ----- | ------------- | -------- | ------------- | ----- | ----- | ----- | ----- | ----- | ------- | ------- |
| 5 sep | 15:00 | Belarus U18   | 3–2      | Thailand U18  | 19–25 | 28–26 | 20–25 | 25–22 | 15–11 | 107–109 | Rapport |
| 5 sep | 20:30 | Argentina U18 | 0–3      | Rumänien U18  | 17–25 | 21–25 | 23–25 |       |       | 61–75   | Rapport |
| 6 sep | 17:30 | Ryssland U18  | 3–0      | Argentina U18 | 25–19 | 25–17 | 25–16 |       |       | 75–52   | Rapport |
| 6 sep | 20:00 | Belarus U18   | 1–3      | Rumänien U18  | 25–23 | 10–25 | 21–25 | 22–25 |       | 78–98   | Rapport |
| 7 sep | 17:30 | Ryssland U18  | 3–0      | Belarus U18   | 25–17 | 25–14 | 25–15 |       |       | 75–46   | Rapport |
| 7 sep | 20:00 | Thailand U18  | 3–1      | Rumänien U18  | 27–25 | 22–25 | 25–17 | 25–17 |       | 99–84   | Rapport |
| 8 sep | 17:30 | Argentina U18 | 3–2      | Belarus U18   | 23–25 | 25–18 | 25–16 | 12–25 | 15–10 | 100–94  | Rapport |
| 8 sep | 20:00 | Ryssland U18  | 3–1      | Thailand U18  | 22–25 | 25–23 | 25–9  | 25–18 |       | 97–75   | Rapport |
| 9 sep | 17:30 | Argentina U18 | 3–0      | Thailand U18  | 25–13 | 25–22 | 25–15 |       |       | 75–50   | Rapport |
| 9 sep | 20:00 | Ryssland U18  | 3–2      | Rumänien U18  | 25–7  | 24–26 | 22–25 | 25–20 | 15–13 | 111–91  | Rapport |

### Grupp D
| # | Lag                | Matcher | Matcher | Poäng | Set | Set | Set   | Bollpoäng | Bollpoäng | Bollpoäng |
| # | Lag                | V       | F       | Poäng | V   | F   | Kvot  | V         | F         | Kvot      |
| - | ------------------ | ------- | ------- | ----- | --- | --- | ----- | --------- | --------- | --------- |
| 1 | Japan U18          | 4       | 0       | 11    | 12  | 4   | 3,000 | 386       | 297       | 1,300     |
| 2 | Peru U18           | 2       | 2       | 7     | 9   | 6   | 1,500 | 348       | 306       | 1,137     |
| 3 | Turkiet U18        | 2       | 2       | 7     | 8   | 7   | 1,143 | 320       | 302       | 1,060     |
| 4 | Bulgarien U18      | 2       | 2       | 5     | 8   | 8   | 1,000 | 341       | 348       | 0,980     |
| 5 | Kongo-Kinshasa U18 | 0       | 4       | 0     | 0   | 12  | 0,000 | 158       | 300       | 0,527     |

| Datum | Tid   |               | Resultat |                    | Set 1 | Set 2 | Set 3 | Set 4 | Set 5 | Totalt  | Rapport |
| ----- | ----- | ------------- | -------- | ------------------ | ----- | ----- | ----- | ----- | ----- | ------- | ------- |
| 5 sep | 10:00 | Peru U18      | 2–3      | Bulgarien U18      | 23–25 | 25–17 | 25–23 | 19–25 | 17–19 | 109–109 | Rapport |
| 5 sep | 12:30 | Japan U18     | 3–0      | Kongo-Kinshasa U18 | 25–11 | 25–15 | 25–9  |       |       | 75–35   | Rapport |
| 6 sep | 10:00 | Turkiet U18   | 2–3      | Japan U18          | 25–23 | 28–26 | 12–25 | 23–25 | 9–15  | 97–114  | Rapport |
| 6 sep | 12:30 | Peru U18      | 3–0      | Kongo-Kinshasa U18 | 25–21 | 25–14 | 25–10 |       |       | 75–45   | Rapport |
| 7 sep | 10:00 | Bulgarien U18 | 3–0      | Kongo-Kinshasa U18 | 25–17 | 25–17 | 25–12 |       |       | 75–46   | Rapport |
| 7 sep | 12:30 | Turkiet U18   | 0–3      | Peru U18           | 18–25 | 16–25 | 16–25 |       |       | 50–75   | Rapport |
| 8 sep | 10:00 | Japan U18     | 3–1      | Peru U18           | 25–22 | 28–26 | 24–26 | 25–15 |       | 102–89  | Rapport |
| 8 sep | 12:30 | Turkiet U18   | 3–1      | Bulgarien U18      | 25–20 | 25–23 | 23–25 | 25–13 |       | 98–81   | Rapport |
| 9 sep | 10:00 | Turkiet U18   | 3–0      | Kongo-Kinshasa U18 | 25–9  | 25–9  | 25–14 |       |       | 75–32   | Rapport |
| 9 sep | 12:30 | Japan U18     | 3–1      | Bulgarien U18      | 25–20 | 25–23 | 20–25 | 25–8  |       | 95–76   | Rapport |

## Finalspel

### Spel om 17:e-20:e plats
| # | Lag                | Matcher | Matcher | Poäng | Set | Set | Set   | Bollpoäng | Bollpoäng | Bollpoäng |
| # | Lag                | V       | F       | Poäng | V   | F   | Kvot  | V         | F         | Kvot      |
| - | ------------------ | ------- | ------- | ----- | --- | --- | ----- | --------- | --------- | --------- |
| 1 | Belarus U18        | 3       | 0       | 9     | 9   | 1   | 9,000 | 251       | 174       | 1,443     |
| 2 | Mexiko U18         | 2       | 1       | 6     | 7   | 3   | 2,333 | 248       | 191       | 1,298     |
| 3 | Kamerun U18        | 1       | 2       | 3     | 3   | 6   | 0,500 | 160       | 218       | 0,734     |
| 4 | Kongo-Kinshasa U18 | 0       | 3       | 0     | 0   | 9   | 0,000 | 151       | 227       | 0,665     |

| Datum  | Tid   |             | Resultat |                    | Set 1 | Set 2 | Set 3 | Set 4 | Set 5 | Totalt | Rapport |
| ------ | ----- | ----------- | -------- | ------------------ | ----- | ----- | ----- | ----- | ----- | ------ | ------- |
| 10 sep | 10:00 | Kamerun U18 | 0–3      | Mexiko U18         | 13–25 | 12–25 | 20–25 |       |       | 45–75  | Rapport |
| 10 sep | 10:00 | Belarus U18 | 3–0      | Kongo-Kinshasa U18 | 25–11 | 25–7  | 25–20 |       |       | 75–38  | Rapport |
| 12 sep | 09:00 | Kamerun U18 | 3–0      | Kongo-Kinshasa U18 | 27–25 | 25–20 | 25–23 |       |       | 77–68  | Rapport |
| 12 sep | 11:00 | Mexiko U18  | 1–3      | Belarus U18        | 25–27 | 25–22 | 25–27 | 23–25 |       | 98–101 | Rapport |
| 13 sep | 09:00 | Mexiko U18  | 3–0      | Kongo-Kinshasa U18 | 25–8  | 25–17 | 25–20 |       |       | 75–45  | Rapport |
| 13 sep | 11:00 | Kamerun U18 | 0–3      | Belarus U18        | 8–25  | 18–25 | 12–25 |       |       | 38–75  | Rapport |

### Spel om plats 1-16
|  | Åttondelsfinaler | Åttondelsfinaler |               |   | Kvartsfinaler     | Kvartsfinaler     |              |              | Semifinaler | Semifinaler |  |  | Final | Final |
|  |                  |                  |               |   |                   |                   |              |              |             |             |  |  |       |       |
|  | 10 september     |                  |               |   |                   |                   |              |              |             |             |  |  |       |       |
|  |                  |                  |               |   |                   |                   |              |              |             |             |  |  |       |       |
|  | Brasilien U18    | 3                |               |   |                   |                   |              |              |             |             |  |  |       |       |
|  | Brasilien U18    | 3                | 12 september  |   |                   |                   |              |              |             |             |  |  |       |       |
|  | Kanada U18       | 0                |               |   |                   |                   |              |              |             |             |  |  |       |       |
|  | Kanada U18       | 0                | Brasilien U18 | 3 |                   |                   |              |              |             |             |  |  |       |       |
|  | 10 september     |                  | Brasilien U18 | 3 |                   |                   |              |              |             |             |  |  |       |       |
|  |                  | Ryssland U18     | 2             |   |                   |                   |              |              |             |             |  |  |       |       |
|  | Ryssland U18     | Ryssland U18     | 2             | 3 |                   |                   |              |              |             |             |  |  |       |       |
|  | Ryssland U18     |                  | 13 september  | 3 |                   |                   |              |              |             |             |  |  |       |       |
|  | Bulgarien U18    | 1                |               |   |                   |                   |              |              |             |             |  |  |       |       |
|  | Bulgarien U18    | 1                | Brasilien U18 | 0 |                   |                   |              |              |             |             |  |  |       |       |
|  | 10 september     |                  | Brasilien U18 | 0 |                   |                   |              |              |             |             |  |  |       |       |
|  |                  | USA U18          | 3             |   |                   |                   |              |              |             |             |  |  |       |       |
|  | USA U18          | USA U18          | 3             | 3 |                   |                   |              |              |             |             |  |  |       |       |
|  | USA U18          | 12 september     |               | 3 |                   |                   |              |              |             |             |  |  |       |       |
|  | Egypten U18      | 0                |               |   |                   |                   |              |              |             |             |  |  |       |       |
|  | Egypten U18      | 0                | USA U18       | 3 |                   |                   |              |              |             |             |  |  |       |       |
|  | 10 september     |                  | USA U18       | 3 |                   |                   |              |              |             |             |  |  |       |       |
|  |                  | Japan U18        | 1             |   |                   |                   |              |              |             |             |  |  |       |       |
|  | Japan U18        | Japan U18        | 1             | 3 |                   |                   |              |              |             |             |  |  |       |       |
|  | Japan U18        |                  | 14 september  | 3 |                   |                   |              |              |             |             |  |  |       |       |
|  | Thailand U18     | 0                |               |   |                   |                   |              |              |             |             |  |  |       |       |
|  | Thailand U18     | 0                | USA U18       | 3 |                   |                   |              |              |             |             |  |  |       |       |
|  | 10 september     |                  | USA U18       | 3 |                   |                   |              |              |             |             |  |  |       |       |
|  |                  | Italien U18      | 2             |   |                   |                   |              |              |             |             |  |  |       |       |
|  | Kina U18         | Italien U18      | 2             | 3 |                   |                   |              |              |             |             |  |  |       |       |
|  | Kina U18         | 12 september     |               | 3 |                   |                   |              |              |             |             |  |  |       |       |
|  | Sydkorea U18     | 0                |               |   |                   |                   |              |              |             |             |  |  |       |       |
|  | Sydkorea U18     | 0                | Kina U18      | 3 |                   |                   |              |              |             |             |  |  |       |       |
|  | 10 september     |                  | Kina U18      | 3 |                   |                   |              |              |             |             |  |  |       |       |
|  |                  | Rumänien U18     | 0             |   |                   |                   |              |              |             |             |  |  |       |       |
|  | Rumänien U18     | Rumänien U18     | 0             | 3 |                   |                   |              |              |             |             |  |  |       |       |
|  | Rumänien U18     |                  | 13 september  | 3 |                   |                   |              |              |             |             |  |  |       |       |
|  | Turkiet U18      | 0                |               |   |                   |                   |              |              |             |             |  |  |       |       |
|  | Turkiet U18      | 0                | Kina U18      | 2 |                   |                   |              |              |             |             |  |  |       |       |
|  | 10 september     |                  | Kina U18      | 2 |                   |                   |              |              |             |             |  |  |       |       |
|  |                  | Italien U18      | 3             |   | Match om 3:e pris | Match om 3:e pris |              |              |             |             |  |  |       |       |
|  | Italien U18      | Italien U18      | 3             | 3 | Match om 3:e pris | Match om 3:e pris |              |              |             |             |  |  |       |       |
|  | Italien U18      | 12 september     | 12 september  | 3 |                   |                   | 14 september | 14 september |             |             |  |  |       |       |
|  | Puerto Rico U18  | 12 september     | 12 september  | 0 |                   |                   | 14 september | 14 september |             |             |  |  |       |       |
|  | Puerto Rico U18  | Italien U18      | 3             | 0 | Brasilien U18     | 3                 |              |              |             |             |  |  |       |       |
|  | 10 september     | Italien U18      | 3             |   | Brasilien U18     | 3                 |              |              |             |             |  |  |       |       |
|  |                  | Peru U18         | 0             |   | Kina U18          | 1                 |              |              |             |             |  |  |       |       |
|  | Peru U18         | Peru U18         | 0             | 3 | Kina U18          | 1                 |              |              |             |             |  |  |       |       |
|  | Peru U18         |                  |               | 3 |                   |                   |              |              |             |             |  |  |       |       |
|  | Argentina U18    | 1                |               |   |                   |                   |              |              |             |             |  |  |       |       |
|  | Argentina U18    | 1                |               |   |                   |                   |              |              |             |             |  |  |       |       |

#### Åttondelsfinaler
| Datum  | Tid   |               | Resultat |                 | Set 1 | Set 2 | Set 3 | Set 4 | Set 5 | Totalt | Rapport |
| ------ | ----- | ------------- | -------- | --------------- | ----- | ----- | ----- | ----- | ----- | ------ | ------- |
| 10 sep | 12:30 | Italien U18   | 3–0      | Puerto Rico U18 | 25–12 | 25–18 | 25–21 |       |       | 75–51  | Rapport |
| 10 sep | 12:30 | Peru U18      | 3–1      | Argentina U18   | 16–25 | 25–15 | 25–22 | 26–24 |       | 92–86  | Rapport |
| 10 sep | 15:00 | Japan U18     | 3–0      | Thailand U18    | 25–19 | 25–18 | 25–19 |       |       | 75–56  | Rapport |
| 10 sep | 15:00 | Kina U18      | 3–0      | Sydkorea U18    | 27–25 | 27–25 | 26–24 |       |       | 80–74  | Rapport |
| 10 sep | 17:30 | Brasilien U18 | 3–0      | Kanada U18      | 25–21 | 25–18 | 25–19 |       |       | 75–58  | Rapport |
| 10 sep | 17:30 | Ryssland U18  | 3–1      | Bulgarien U18   | 25–17 | 25–20 | 15–25 | 25–16 |       | 90–78  | Rapport |
| 10 sep | 20:00 | USA U18       | 3–0      | Egypten U18     | 25–13 | 27–25 | 25–17 |       |       | 77–55  | Rapport |
| 10 sep | 20:00 | Rumänien U18  | 3–0      | Turkiet U18     | 25–18 | 25–16 | 25–20 |       |       | 75–54  | Rapport |

#### Kvartsfinaler
| Datum  | Tid   |               | Resultat |              | Set 1 | Set 2 | Set 3 | Set 4 | Set 5 | Totalt | Rapport |
| ------ | ----- | ------------- | -------- | ------------ | ----- | ----- | ----- | ----- | ----- | ------ | ------- |
| 12 sep | 12:30 | Kina U18      | 3–0      | Rumänien U18 | 25–17 | 30–28 | 25–19 |       |       | 80–64  | Rapport |
| 12 sep | 15:00 | Brasilien U18 | 3–2      | Ryssland U18 | 21–25 | 17–25 | 25–19 | 25–17 | 15–9  | 103–95 | Rapport |
| 12 sep | 17:30 | USA U18       | 3–1      | Japan U18    | 17–25 | 25–13 | 25–19 | 25–20 |       | 92–77  | Rapport |
| 12 sep | 20:00 | Italien U18   | 3–0      | Peru U18     | 25–19 | 25–10 | 25–18 |       |       | 75–47  | Rapport |

#### Semifinaler
| Datum  | Tid   |               | Resultat |             | Set 1 | Set 2 | Set 3 | Set 4 | Set 5 | Totalt | Rapport |
| ------ | ----- | ------------- | -------- | ----------- | ----- | ----- | ----- | ----- | ----- | ------ | ------- |
| 13 sep | 17:30 | Brasilien U18 | 0–3      | USA U18     | 18–25 | 18–25 | 14–25 |       |       | 50–75  | Rapport |
| 13 sep | 20:00 | Kina U18      | 2–3      | Italien U18 | 25–22 | 25–19 | 19–25 | 19–25 | 10–15 | 98–106 | Rapport |

#### Match om 3:e pris
| Datum  | Tid   |               | Resultat |          | Set 1 | Set 2 | Set 3 | Set 4 | Set 5 | Totalt | Rapport |
| ------ | ----- | ------------- | -------- | -------- | ----- | ----- | ----- | ----- | ----- | ------ | ------- |
| 14 sep | 16:00 | Brasilien U18 | 3–1      | Kina U18 | 25–18 | 25–18 | 22–25 | 27–25 |       | 99–86  | Rapport |

#### Final
| Datum  | Tid   |         | Resultat |             | Set 1 | Set 2 | Set 3 | Set 4 | Set 5 | Totalt | Rapport |
| ------ | ----- | ------- | -------- | ----------- | ----- | ----- | ----- | ----- | ----- | ------ | ------- |
| 14 sep | 19:00 | USA U18 | 3–2      | Italien U18 | 25–17 | 19–25 | 25–18 | 22–25 | 15–10 | 106–95 | Rapport |

### Spel om 5:e-8:e plats
|  | Matcher om 5:e-8:e plats | Matcher om 5:e-8:e plats |                    |   | Match om 5:e plats | Match om 5:e plats |
|  |                          |                          |                    |   |                    |                    |
|  | 13 september             |                          |                    |   |                    |                    |
|  |                          |                          |                    |   |                    |                    |
|  | Ryssland U18             | 1                        |                    |   |                    |                    |
|  | Ryssland U18             | 1                        | 14 september       |   |                    |                    |
|  | Japan U18                | 3                        |                    |   |                    |                    |
|  | Japan U18                | 3                        | Japan U18          | 3 |                    |                    |
|  | 13 september             |                          | Japan U18          | 3 |                    |                    |
|  |                          | Rumänien U18             | 0                  |   |                    |                    |
|  | Rumänien U18             | Rumänien U18             | 0                  | 3 |                    |                    |
|  | Rumänien U18             |                          |                    | 3 |                    |                    |
|  | Peru U18                 | 0                        |                    |   |                    |                    |
|  | Peru U18                 | 0                        | Match om 7:e plats |   |                    |                    |
|  |                          |                          |                    |   |                    |                    |
|  | 14 september             |                          |                    |   |                    |                    |
|  |                          |                          |                    |   |                    |                    |
|  | Ryssland U18             | 3                        |                    |   |                    |                    |
|  | Ryssland U18             | 3                        |                    |   |                    |                    |
|  | Peru U18                 | 0                        |                    |   |                    |                    |

#### Matcher om 5:e-8:e plats
| Datum  | Tid   |              | Resultat |           | Set 1 | Set 2 | Set 3 | Set 4 | Set 5 | Totalt | Rapport |
| ------ | ----- | ------------ | -------- | --------- | ----- | ----- | ----- | ----- | ----- | ------ | ------- |
| 13 Sep | 12:30 | Ryssland U18 | 1–3      | Japan U18 | 25–27 | 25–23 | 17–25 | 23–25 |       | 90–100 | Rapport |
| 13 Sep | 15:00 | Rumänien U18 | 3–0      | Peru U18  | 25–20 | 25–21 | 25–17 |       |       | 75–58  | Rapport |

#### Match om 7:e plats
| Datum  | Tid   |              | Resultat |          | Set 1 | Set 2 | Set 3 | Set 4 | Set 5 | Totalt | Rapport |
| ------ | ----- | ------------ | -------- | -------- | ----- | ----- | ----- | ----- | ----- | ------ | ------- |
| 14 sep | 11:00 | Ryssland U18 | 3–0      | Peru U18 | 25–12 | 25–16 | 25–15 |       |       | 75–43  | Rapport |

#### Match om 5:e plats
| Datum  | Tid   |           | Resultat |              | Set 1 | Set 2 | Set 3 | Set 4 | Set 5 | Totalt | Rapport |
| ------ | ----- | --------- | -------- | ------------ | ----- | ----- | ----- | ----- | ----- | ------ | ------- |
| 14 sep | 13:30 | Japan U18 | 3–0      | Rumänien U18 | 25–23 | 25–23 | 25–15 |       |       | 75–61  | Rapport |

### Spel om 9:e-16:e plats
|  | Matcher om 9:e-16:e plats | Matcher om 9:e-16:e plats |               |   | Matcher om 9:e-12:e plats | Matcher om 9:e-12:e plats |  |  | Match om 9:e plats | Match om 9:e plats |
|  |                           |                           |               |   |                           |                           |  |  |                    |                    |
|  | 12 september              |                           |               |   |                           |                           |  |  |                    |                    |
|  |                           |                           |               |   |                           |                           |  |  |                    |                    |
|  | Kanada U18                | 1                         |               |   |                           |                           |  |  |                    |                    |
|  | Kanada U18                | 1                         | 13 september  |   |                           |                           |  |  |                    |                    |
|  | Bulgarien U18             | 3                         |               |   |                           |                           |  |  |                    |                    |
|  | Bulgarien U18             | 3                         | Bulgarien U18 | 1 |                           |                           |  |  |                    |                    |
|  | 12 september              |                           | Bulgarien U18 | 1 |                           |                           |  |  |                    |                    |
|  |                           | Egypten U18               | 3             |   |                           |                           |  |  |                    |                    |
|  | Egypten U18               | Egypten U18               | 3             | 3 |                           |                           |  |  |                    |                    |
|  | Egypten U18               |                           | 14 september  | 3 |                           |                           |  |  |                    |                    |
|  | Thailand U18              | 2                         |               |   |                           |                           |  |  |                    |                    |
|  | Thailand U18              | 2                         | Egypten U18   | 0 |                           |                           |  |  |                    |                    |
|  | 12 september              |                           | Egypten U18   | 0 |                           |                           |  |  |                    |                    |
|  |                           | Turkiet U18               | 3             |   |                           |                           |  |  |                    |                    |
|  | Sydkorea U18              | Turkiet U18               | 3             | 1 |                           |                           |  |  |                    |                    |
|  | Sydkorea U18              | 13 september              |               | 1 |                           |                           |  |  |                    |                    |
|  | Turkiet U18               | 3                         |               |   |                           |                           |  |  |                    |                    |
|  | Turkiet U18               | 3                         | Turkiet U18   | 3 |                           |                           |  |  |                    |                    |
|  | 12 september              |                           | Turkiet U18   | 3 |                           |                           |  |  |                    |                    |
|  |                           | Argentina U18             | 2             |   | Match om 11:e plats       | Match om 11:e plats       |  |  |                    |                    |
|  | Puerto Rico U18           | Argentina U18             | 2             | 1 | Match om 11:e plats       | Match om 11:e plats       |  |  |                    |                    |
|  | Puerto Rico U18           |                           | 14 september  | 1 |                           |                           |  |  |                    |                    |
|  | Argentina U18             | 3                         |               |   |                           |                           |  |  |                    |                    |
|  | Argentina U18             | 3                         | Bulgarien U18 | 3 |                           |                           |  |  |                    |                    |
|  |                           |                           |               |   |                           |                           |  |  |                    |                    |
|  | Argentina U18             | 0                         |               |   |                           |                           |  |  |                    |                    |
|  | Argentina U18             | 0                         |               |   |                           |                           |  |  |                    |                    |

|  | Matcher om 13-16:e plats | Matcher om 13-16:e plats |                     |   | Match om 13:e plats | Match om 13:e plats |
|  |                          |                          |                     |   |                     |                     |
|  | 13 september             |                          |                     |   |                     |                     |
|  |                          |                          |                     |   |                     |                     |
|  | Kanada U18               | 3                        |                     |   |                     |                     |
|  | Kanada U18               | 3                        | 14 september        |   |                     |                     |
|  | Thailand U18             | 2                        |                     |   |                     |                     |
|  | Thailand U18             | 2                        | Kanada U18          | 2 |                     |                     |
|  | 13 september             |                          | Kanada U18          | 2 |                     |                     |
|  |                          | Sydkorea U18             | 3                   |   |                     |                     |
|  | Sydkorea U18             | Sydkorea U18             | 3                   | 3 |                     |                     |
|  | Sydkorea U18             |                          |                     | 3 |                     |                     |
|  | Puerto Rico U18          | 1                        |                     |   |                     |                     |
|  | Puerto Rico U18          | 1                        | Match om 15:e plats |   |                     |                     |
|  |                          |                          |                     |   |                     |                     |
|  | 14 september             |                          |                     |   |                     |                     |
|  |                          |                          |                     |   |                     |                     |
|  | Thailand U18             | 3                        |                     |   |                     |                     |
|  | Thailand U18             | 3                        |                     |   |                     |                     |
|  | Puerto Rico U18          | 1                        |                     |   |                     |                     |

#### Matcher om 9:e-16:e plats
| Datum  | Tid   |                 | Resultat |               | Set 1 | Set 2 | Set 3 | Set 4 | Set 5 | Totalt  | Rapport |
| ------ | ----- | --------------- | -------- | ------------- | ----- | ----- | ----- | ----- | ----- | ------- | ------- |
| 12 sep | 13:00 | Sydkorea U18    | 1–3      | Turkiet U18   | 25–22 | 17–25 | 14–25 | 11–25 |       | 67–97   | Rapport |
| 12 sep | 15:30 | Kanada U18      | 1–3      | Bulgarien U18 | 17–25 | 26–24 | 16–25 | 23–25 |       | 82–99   | Rapport |
| 12 sep | 18:00 | Puerto Rico U18 | 1–3      | Argentina U18 | 10–25 | 17–25 | 25–22 | 15–25 |       | 67–97   | Rapport |
| 12 sep | 20:30 | Egypten U18     | 3–2      | Thailand U18  | 25–21 | 25–23 | 17–25 | 22–25 | 18–16 | 107–110 | Rapport |

#### Matcher om 13:e-16:e plats
| Datum  | Tid   |              | Resultat |                 | Set 1 | Set 2 | Set 3 | Set 4 | Set 5 | Totalt | Rapport |
| ------ | ----- | ------------ | -------- | --------------- | ----- | ----- | ----- | ----- | ----- | ------ | ------- |
| 13 sep | 13:00 | Kanada U18   | 3–2      | Thailand U18    | 9–25  | 25–23 | 25–22 | 20–25 | 15–10 | 94–105 | Rapport |
| 13 sep | 15:30 | Sydkorea U18 | 3–1      | Puerto Rico U18 | 25–15 | 21–25 | 25–16 | 26–24 |       | 97–80  | Rapport |

#### Matcher om 9:e-12:e plats
| Datum  | Tid   |               | Resultat |               | Set 1 | Set 2 | Set 3 | Set 4 | Set 5 | Totalt  | Rapport |
| ------ | ----- | ------------- | -------- | ------------- | ----- | ----- | ----- | ----- | ----- | ------- | ------- |
| 13 sep | 18:00 | Turkiet U18   | 3–2      | Argentina U18 | 15–25 | 22–25 | 25–19 | 25–21 | 15–12 | 102–102 | Rapport |
| 13 sep | 20:30 | Bulgarien U18 | 1–3      | Egypten U18   | 23–25 | 25–21 | 15–25 | 20–25 |       | 83–96   | Rapport |

#### Match om 15:e plats
| Datum  | Tid   |              | Resultat |                 | Set 1 | Set 2 | Set 3 | Set 4 | Set 5 | Totalt | Rapport |
| ------ | ----- | ------------ | -------- | --------------- | ----- | ----- | ----- | ----- | ----- | ------ | ------- |
| 14 sep | 10:00 | Thailand U18 | 3–1      | Puerto Rico U18 | 20–25 | 25–20 | 26–24 | 25–22 |       | 96–91  | Rapport |

#### Match om 13:e plats
| Datum  | Tid   |            | Resultat |              | Set 1 | Set 2 | Set 3 | Set 4 | Set 5 | Totalt | Rapport |
| ------ | ----- | ---------- | -------- | ------------ | ----- | ----- | ----- | ----- | ----- | ------ | ------- |
| 14 sep | 12:00 | Kanada U18 | 2–3      | Sydkorea U18 | 25–11 | 25–21 | 21–25 | 22–25 | 10–15 | 103–97 | Rapport |

#### Match om 11:e plats
| Datum  | Tid   |               | Resultat |               | Set 1 | Set 2 | Set 3 | Set 4 | Set 5 | Totalt | Rapport |
| ------ | ----- | ------------- | -------- | ------------- | ----- | ----- | ----- | ----- | ----- | ------ | ------- |
| 14 sep | 14:00 | Bulgarien U18 | 3–0      | Argentina U18 | 26–24 | 25–17 | 25–13 |       |       | 76–54  | Rapport |

#### Match om 9:e plats
| Datum  | Tid   |             | Resultat |             | Set 1 | Set 2 | Set 3 | Set 4 | Set 5 | Totalt | Rapport |
| ------ | ----- | ----------- | -------- | ----------- | ----- | ----- | ----- | ----- | ----- | ------ | ------- |
| 14 sep | 16:00 | Egypten U18 | 0–3      | Turkiet U18 | 19–25 | 22–25 | 18–25 |       |       | 59–75  | Rapport |

## Slutplaceringar
| Rank | Lag                |
| ---- | ------------------ |
| 1    | USA U18            |
| 2    | Italien U18        |
| 3    | Brasilien U18      |
| 4    | Kina U18           |
| 5    | Japan U18          |
| 6    | Rumänien U18       |
| 7    | Ryssland U18       |
| 8    | Peru U18           |
| 9    | Turkiet U18        |
| 10   | Egypten U18        |
| 11   | Bulgarien U18      |
| 12   | Argentina U18      |
| 13   | Sydkorea U18       |
| 14   | Kanada U18         |
| 15   | Thailand U18       |
| 16   | Puerto Rico U18    |
| 17   | Belarus U18        |
| 18   | Mexiko U18         |
| 19   | Kamerun U18        |
| 20   | Kongo-Kinshasa U18 |

| Ungdomsvärldsmästare för flickor 2019 |
| ------------------------------------- |
| USA                                   |

| 12–personstrupp |
| Passare: Kami Miner, Kennedi Orr Spikers: Elena Oglivie, Lindsay Krause, Jess Mruzik, Emily Londot, Allison Jacobs Centrar: Caroline Crawford, Devyn Robinson, Carter Booth Libero: Lexi Rodriguez, Sydney Taylor |
| Förbundskapten |
| James Stone |

## Individuella utmärkelser
| - Mest värdefulla spelare Jessica Mruzik - Bästa passare Kennedi Orr - Bästa ytterspikers Ana Cristina de Souza Oghosasere Omoruyi | - Bästa blockare/centrar Devyn Robinson Emma Graziani - Bästa motstående spiker: Giorgia Frosini - Bästa libero Zhu Xingchen |